# Vashti Bunyan
Vashti Bunyan (Londres, 1945) é uma musicista britânica. Junto com outras cantoras obscuras como Karen Dalton e Linda Perhacs, Vashti é uma das artistas mais influentes do chamado free folk contemporâneo, formado por artistas como Animal Collective, Devendra Banhart, Joanna Newsom e CocoRosie.

## Biografia
A carreira musical de Bunyan começou em 1964, quando ela foi descoberta por Andrew Loog Oldham, o antigo manager dos Rolling Stones. No ano seguinte, ela assinou com a gravadora Decca para lançar o single "Some Things Just Stick in Your Mind", composta por Mick Jagger e Keith Richards. O disco recebeu pouca atenção e logo Bunyan foi para a Columbia para lançar outra canção, "Train Song". Depois de gravar diversas músicas que nunca foram lançadas, ela cortou as relações com Oldham, largou a música e deixou Londres numa longa viagem de carruagem acompanhada do namorado. Durante essa viagem, Bunyan continuou compondo e em 1969 se uniu ao lendário produtor Joe Boyd, que também trabalhou com Incredible String Band e Nick Drake, para lançar "Just Another Diamond Day" (relançado em 2000 pela Dicristina).
Hoje, depois de mais de três décadas completamente fora do ramo musical, Bunyan volta a mostrar a sua voz angelical ao lado de Devendra Banhart no disco "Rejoicing in the Hands", em shows com Stephen Malkmus (ex-Pavement) e nas colaborações com Animal Collective e Piano Magic. Além disso, também lançou seu segundo disco, "Lookaftering", lançado pela Fat Cat Records e co-produzido pelo pianista Max Richter.
Em 2007 a Fat Cat Records, mesma gravadora do Animal Collective, lançou "Some Things Just Stick in Your Mind - Singles and Demos 1964 to 1967".

## Discografia

### Álbuns de estúdio
- Just Another Diamond Day (1970, reeditado em 2000 pela Dicristina)
- Lookaftering (Fat Cat Records, 2005)
- Some Things Just Stick in Your Mind - Singles and Demos 1964 to 1967 (FatCat Records/Spinney Records, 2007)

### Singles
- "Some Things Just Stick in Your Mind" / "I Want To Be Alone" (Decca, 1965) (como Vashti)
- "Train Song" / "Love Song" (Columbia Records - EMI, 1966) (como Vashti)

### Participações em compilações
- Tonite Let's All Make Love in London (1967)
  - "Winter Is Blue" (comoVashti)
  - "Winter Is Blue (Reprise)" (como Vashti)
- Circus Days - UK Psychedelic Obscurities 1966-70 Vol.1 (1990)
  - "I'd Like To Walk Around In Your Mind" (como Vashti)
- A Pot By Any Other Name (2001) (Ptolemaic Terrascope compilation)
  - "17 Pink Sugar Elephants" (rec. 1966) (variação de "Train Song")
- Instant Karma (2002)
  - "Winter Is Blue" (as Vashti) (com trecho de Tonite Let's All Make Love in London)
- Folk Rock and Faithfull: Dream Babes Vol. 5 (2004)
  - "Train Song" (rec. 1966) (como Vashti)
  - "Love Song" (rec. 1966) (como Vashti)
- The Golden Apples of the Sun (2004)
  - "Rejoicing in the Hands" (com Devendra Banhart)
- The Enlightened Family: A Collection Of Lost Songs (2005)
  - "Song of a Wishwanderer" (1968)
- Not Alone (2006)
  - "Same But Different"
- Ballads of the Book (2007)
  - "The Fire" (lyrics by Rodge Glass)
- Reebok Join the Migration Campaign (2008)
  - "Train Song"

### Participações com outros artistas
- Twice as Much - That's All (1970)
  - "Coldest Night of the Year" (rec. 1967)
- Piano Magic - Writers Without Homes (2002)
  - "Crown of the Lost"
- Piano Magic - Saint Marie EP (2004)
  - "Dark Ages"
- Devendra Banhart - Rejoicing in the Hands (álbum, 2004)
  - "Rejoicing in the Hands"
- Animal Collective - Prospect Hummer (EP, 2005)
  - "It's You"
  - "Prospect Hummer"
  - "I Remember Learning How to Dive"